# T. E. B. Clarke
Thomas Ernest Bennett "Tibby" Clarke (Watford, 7 de junho de 1907 - Surrey, 11 de fevereiro de 1989) foi um roteirista britânico. Ele é mais conhecido pelo filme O Mistério da Torre (1951) que lhe rendeu o Oscar de melhor roteiro original. Clarke escreveu os roteiros de 14 filmes, incluindo o único filme britânico de John Ford, Um Crime por Dia (1958). Ele co-escreveu outros nove filmes e foi autor de 15 livros, a maioria romances. Sua autobiografia, This Is Where I Came In, foi publicada em 1974.

## Trabalhos

### Roteiros
- Johnny Frenchman
- Hue and Cry
- Against the Wind
- Passport to Pimlico
- The Blue Lamp
- The Magnet
- The Lavender Hill Mob
- The Titfield Thunderbolt
- The Rainbow Jacket
- Barnacle Bill (All at Sea nos EUA)

### Não ficção
- Go South - Go West
- What's Yours?
- Intimate Relations
- This is Where I Came In

### Romances
- Jeremy's England
- Cartwright Was a Cad
- Two and Two Make Five
- Mr Spirket Reforms
- The World Was Mine
- The Wide Open Door
- The Trail of the Serpent
- The Wrong Turning
- The Man Who Seduced a Bank
- Murder at Buckingham Palace
- Intimate Relations (ISBN 9780718109271)